# Bushmaster
De Bushmaster is een in Australië gebouwd pantserwielvoertuig, ontworpen door het Ierse bedrijf Timoney Technology Ltd. en geproduceerd door Australian Defence Industries (ADI). Hij is in gebruik bij de strijdmachten van Australië en Nederland. In mei 2008 maakte het Britse Leger bekend ten minste vijfentwintig Bushmasters te zullen aanschaffen. De naam verwijst naar de gifslang Bosmeester; in het Australische leger heet het voertuig gemeenlijk de Bushie.

## Ontwikkelingsgeschiedenis
Begin jaren 90 formuleerde het Australische leger het concept van een battle limousine, een licht gepantserd voertuig dat door zijn lage gewicht en hoge betrouwbaarheid de operationele kosten moest beperken bij het patrouilleren door het uitgestrekte terrein van de Australische woestijn. Drie bedrijven dienden in het kader van het Project Bushranger voorstellen in; dat van ADI werd verkozen voor verdere ontwikkeling en vier prototypes werden gefabriceerd. Vrijwel onmiddellijk werd tijdens testen in Oost-Timor duidelijk dat de verhoopte betrouwbaarheid in het geheel niet bereikt kon worden; men had zeer optimistisch ingeschat dat die twintigmaal hoger zou kunnen zijn dan bij enig ander bestaand pantserwielvoertuig van dezelfde gewichtsklasse en dus gelijk aan die van een commerciële ongepantserde vrachtwagen van hetzelfde gewicht, waarvan de componenten veel groter kunnen zijn. In feite was de betrouwbaarheidswinst marginaal, maar om politieke redenen werd in juni 1999 besloten door te gaan met het project - het eerste pantservoertuig dat in Australië ontwikkeld werd sinds de Tweede Wereldoorlog. Er werden 370 voertuigen besteld, voor een totaalbedrag van A$ 170.000.000.
Drie jaar later was nog geen enkel voertuig geleverd omdat het leger de voertuigen weigerde af te nemen; zoals te verwachten waren de productievoertuigen nog onbetrouwbaarder dan de perfect onderhouden prototypes. ADI was inmiddels overgenomen door een nieuwe holding en nu bleek dat de prijsstelling veel te scherp was: de productie zou ongeveer 1400 manuren per stuk vergen en niet 500, zoals eerder geschat. Een nieuwe versie werd ontwikkeld en het contract werd opnieuw onderhandeld, waarbij de Australische regering gedwongen werd een hogere prijs te aanvaarden — anders zou men ADI failliet laten gaan. In juli 2002 werden 299 voertuigen besteld voor A$ 329.000.000. Het eerste werd geleverd in 2004 en het type is sinds 2005 in gebruik bij het Australische leger en de Australische luchtmacht. De totale Australische orders bedroegen in 2007 693 voertuigen, tegen een aanschafprijs van A$ 562.878 tot A$ 589.182 per stuk; de volledige contracten behelzen ook de begeleidingskosten.

## Beschrijving en tactische functie
De Bushmaster is een 4x4 pantserwagen, maar hoewel hij slechts vier wielen heeft, is het geen erg klein voertuig. Hij heeft een lengte van 7119 millimeter, een breedte van 2480 mm en een dakhoogte van 2650 mm. Het onbeladen gewicht is 12,5 ton; het beladen gewicht vijftien ton. De Bushmaster kan door de lucht vervoerd worden in een C-130 Hercules en de C-17 Globemaster III.
De motor in de neus, een luchtgekoelde Caterpillar 3126E ATAAC 6-cilinder turbodiesel van 246 (effectief 225) kW (330 pk) maakt een maximumsnelheid mogelijk van 120 kilometer per uur; de kruissnelheid is 110 km/u. De fabrikant beveelt echter aan beide snelheden te beperken tot honderd km/u. De ZF 7HP500 ECOMAT G2-transmissie is een automatische versnellingsbak met zes versnellingen voorwaarts en één achterwaarts. De differentieelratio van beide assen kan naar keuze van de chauffeur pneumatisch ingesteld worden. De Bushmaster beschikt over stuurbekrachtiging. De remmen zijn pneumatisch met externe remschijven. De 395x20 XZL banden zijn om het gewicht te beperken niet standaard kogelvrij; achter op het voertuig worden twee reservebanden gedragen. Tegen een meerprijs kunnen slagvaste run flat banden worden aangebracht waarop men als "thuiskomertjes" met een verlaagde snelheid kan terugkeren als ze lekgeschoten worden. De bandenspanning is variabel via een centraal luchtpompsysteem dat ook lichte lekkages kan compenseren en door de chauffeur vanuit de cabine instelbaar is. De wielbasis is 390 centimeter; de draaicirkel 17,7 meter. De bodemvrijheid is 43 centimeter. De Arvin Meritor-ophanging maakt gebruik van springveren en hydraulische schokbrekers. Het klimvermogen is 60%, het voertuig kan 36° slagzij maken zonder om te slaan; het is hiermee ietwat topzwaar. Een verticaal obstakel van 457 millimeter kan bedwongen worden; het waadvermogen is 120 centimeter. Het voertuig is niet amfibisch. Het rijbereik is duizend kilometer; de brandstofvoorraad 319 liter in twee tanks: een hoofdtank van driehonderd liter en een gepantserde tank van negentien liter voor noodsituaties.
Het onderhoud wordt vergemakkelijkt doordat het motorblok en de transmissie binnen drie uur (de)montagetijd te vervangen zijn.
In de bestuurderscabine is plaats voor twee bemanningsleden; achterin is een manschappenruimte van 1415 mm hoog die plaats biedt aan zeven passagiers met ruimte voor een extra zetel voor een achtste. Gestreefd is naar een hoofdruimte die voldoende is voor 95% van de Australische soldaten. De totale binnenruimte is 11,2 kubieke meter; daarnaast is er 2,5 kubieke meter laadruimte buiten het pantserchassis.

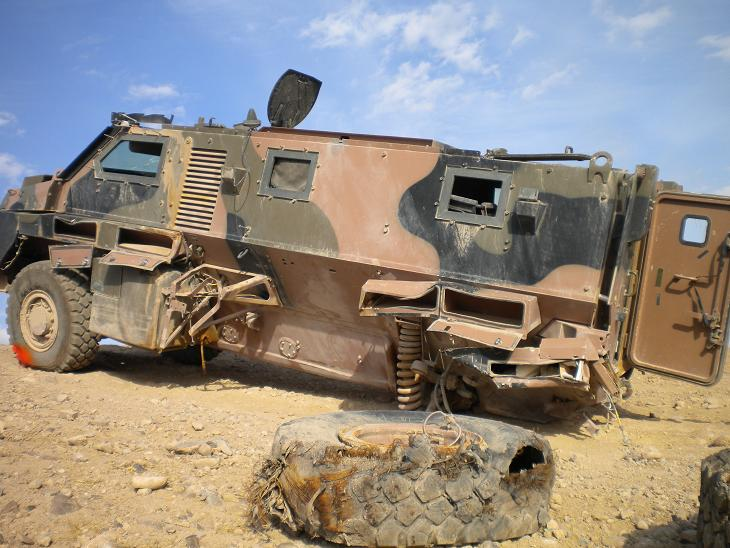
Na een aanslag met een bermbom zijn de zijbepantsering en beide achterwielen weggeslagen, waardoor de V-vorm van de romp zichtbaar wordt. De verwondingen van de bemanning bleven beperkt tot een gehoorbeschadiging van enkele inzittenden.

Op het voertuig kunnen twee van binnenuit te bedienen machinegeweren gemonteerd worden. Het vrij lichte pantser vormt een zelfdragend chassis en biedt bescherming tegen munitie tot 7,62mm kaliber (.308 inch) standaardmunitie. Het beschermingsniveau voldoet aan STANAG 4569 Niveau 1: het pantser kan dus een 7,62 mm kogel met een aanvangssnelheid van 833 m/s afgevuurd op dertig meter afstand tegenhouden, alsmede de explosies van handgranaten. Er is een pantserkit beschikbaar om de bescherming op Niveau 3 te brengen; dus ook 7,62 mm pantserdoorborende munitie te weerstaan met een aanvangssnelheid van 930 m/s. Het pantserstaal heeft een hoge brinellhardheid maar de exacte waarde is niet bekendgemaakt. De ramen zijn voorzien van kogelwerend glas. De Bushmaster is echter speciaal versterkt om bestand te zijn tegen landmijnen; de onderkant van het pantser van de manschappenruimte heeft een extreme V-vorm die explosies afbuigt. Deze vorm wordt verhuld door bergingsruimte aan de zijkanten. Een NBC-luchtzuiveringsinstallatie, spall-liner en modulair pantser tegen antitankwapens zijn optionele extra's.
De rol van de Bushmaster is het bieden van beschermd manschappentransport, waarbij infanterie het voertuig verlaat voordat zij in actie komt. Aangezien de Bushmaster alleen licht bepantserd en bewapend is moet hij niet verward worden met een infanteriegevechtsvoertuig. De Australische strijdmacht noemt het type een Infantry Mobility Vehicle, een term die in inhoud overeenkomt met het battlefield taxi concept van een armoured personnel carrier ofwel pantserinfanterievoertuig; dit woord gebruikt ADI zelf bij voorkeur.
De Bushmaster is geoptimaliseerd voor operaties in Noord-Australië en kan de negen militairen inclusief hun persoonlijke uitrusting en brandstof voor drie dagen niet alleen vervoeren maar ze ook inzetbaar houden. Het voertuig is voorzien van airconditioning en heeft een waterkoelingssysteem; een drinkwatertank van 211 liter is aan te brengen in de vloer, mede als extra bescherming tegen mijnexplosies. De stoelen voor de manschappen zijn ergonomisch gevormd voor langdurig vervoer en bezitten veiligheidsbeugels.

## Nederlandse aanschaf

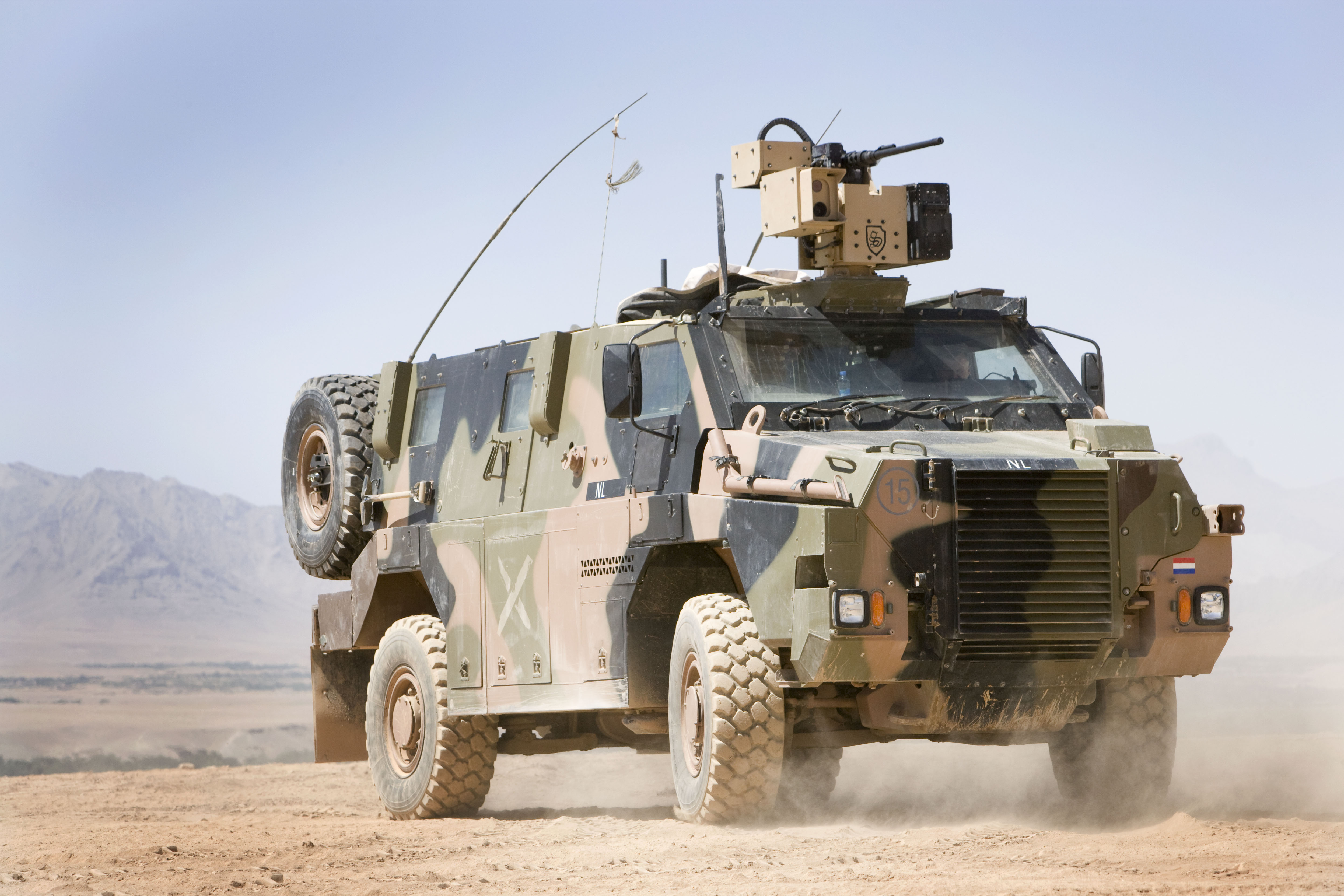
Nederlandse bushmaster van Task Force Uruzgan met een van binnenuit te besturen .50 machinegeweer

In 2006 werd het duidelijk dat de Finse Patria XA-188 GVV, de pantserwagen die door Nederland bij vredesmissies wordt ingezet, weliswaar een goede bescherming biedt tegen automatische wapens, maar toch te kwetsbaar is voor mijnen die onder het voertuig tot ontploffing worden gebracht: een explosief zwaarder dan zo'n zeven kilo zal de bodem doen openscheuren; de Patria heeft tegen mijnen slechts een STANAG-niveau 2. Daarom werd op 23 juni 2006 besloten tot de onmiddellijke aanschaf over te gaan van een in dit opzicht beter beschermd voertuig. Op 21 juli 2006 werd aangekondigd dat de keuze gevallen was op de Bushmaster die vanwege zijn vorm mijnen tot zo'n zeventien kilo kan weerstaan (of gelijktijdige explosies van twee 9,5 kilo TM-57 landmijnen) en dus ruimschoots voldoet aan een STANAG-niveau 4 tegen mijnen; een afgewezen kandidaat was de Zuid-Afrikaanse RG-31 Nyala, waarvan er echter tien door de Canadezen uitgeleend zouden worden.
De Koninklijke Landmacht heeft op 28 juli 2006 voor 24,9 miljoen euro 25 Bushmasters (in Australië Dutch Bushmaster 2000 geheten) aangeschaft, als VAU 12 kN 4X4 ADI-THALES Bushmaster NLD APV, voor de missie in Uruzgan. Dit waren bestaande voertuigen die meteen van de Australische materieelvoorraden werden betrokken en al vanaf 28 augustus konden worden geleverd; twee hiervan werden naar Nederland verscheept voor training; de overige gingen direct naar Afghanistan. De vrij lichte Bushmaster kan meteen dienstdoen als licht patrouillevoertuig in plaats van de vrijwel onbeschermde Mercedes-Benz 290GD terreinwagen. Voor de aan Australië betaalde fondsen worden daar weer 25 Bushmasters ter compensatie gekocht.
De Nederlandse Bushmasters werden uitgerust met het SOTAS M2 multi-media communication system, geleverd door Thales Land & Joint Systems gevestigd in Huizen. Twaalf kregen het Thales SWARM remote control weapon system. De kosten voor Nederland van de Bushmasters zijn in de pers gemeld als liggend tussen de 0,8 en 1 miljoen euro per stuk.
Op 9 juli 2007 kreeg Electro Optic Systems Holdings een contract van 5,8 miljoen Australische dollar voor het leveren van de elektronica voor zeventien Raven R-400 RWS (systemen die het mogelijk maken de bewapening van binnen het voertuig te bedienen en richten). Thales zou deze weer op Nederlandse voertuigen installeren, te leveren vanaf augustus 2007.
Op 20 november 2007 werd bekendgemaakt dat Nederland tien extra Bushmasters zou aanschaffen: vijf ter vervanging van twee verloren gegane en twee beschadigde Bushmasters en een verloren gegane Patria; vier als materieelreserve gezien nog te verwachten verliezen; en een voor de rijopleiding. De aanschaffingskosten hiervoor bedragen 8,5 miljoen euro. De voertuigen werden besteld in juni 2008.
Op 9 januari 2009 werd weer een vervolgorder geplaatst voor negen extra Bushmasters, bedoeld voor het opsporen van geïmproviseerde explosieven (IED's) in Uruzgan. De nieuwe voertuigen worden hiertoe uitgerust met een grijparm die kan speuren naar explosieven die zijn verstopt in de grond. De armen zijn voorzien van camera's en sensoren en kunnen graven.

### Operationele Geschiedenis
De Nederlandse Bushmasters zijn betrokken geweest bij meerdere zware incidenten:
- Op 20 september 2007 werd een Bushmaster bij een poging de gewonde Nederlandse militair brengen, beschoten door mortieren en raketwerpers. Het voertuig werd in stilstaande positie beschoten. Hoewel geen van de inzittenden gewond raakte moest de pantserwagen worden opgegeven. Hij werd later door een Apache-helikopter vernietigd om te voorkomen dat hij in vijandelijke handen viel.
- Op 19 oktober 2007 werd een Bushmaster tijdens een aanval aan de voorkant zwaar beschadigd door een mijn. Geen van de inzittenden raakten gewond.
- Op 5 december 2008 reed een Bushmaster ten zuidwesten van Chora op een bermbom. De Bushmaster raakte zwaar beschadigd maar alle inzittenden bleven ongedeerd.
- Op 1 november 2008 raakte een Bushmaster zwaar beschadigd nadat het voertuig op een bermbom reed. Geen van de inzittenden raakten gewond.[3]
- Op 10 december 2009 raakten twee Nederlandse militairen gewond, toen ze met een Bushmaster op een IED reden.
- Op 11 mei 2015 bleven Nederlandse militairen van de United Nations Multidimensional Integrated Stabilization Mission in Mali ongedeerd nadat ze met een Bushmaster over een bermbom heen reden. Het was de eerste keer dat dit gebeurde sinds Nederlandse militairen actief zijn in Mali. De Bushmaster waarmee ze informatie voor de VN-missie verzamelden raakte echter wel beschadigd.